# 平遥鸣凤书院
平遥鸣凤书院又名冀宅、冀家花园，是一座古建筑，建于清-民国时期，位于山西省晋中市平遥县古陶镇古城西南角罗汉庙街16号冀馨斋客栈（顺城路423号），原火柴厂内。
2011年11月30日，平遥鸣凤书院公布为平遥县文物保护单位。2021年8月4日，平遥鸣凤书院公布为第六批山西省文物保护单位。